# 日根野若狭守
日根野 若狭守（ひねの わかさのかみ）は、戦国時代に和泉国で活動した武士。

## 概要
古井氏（中氏）に伝わる「家記」や「先代考拠略」によると、若狭守は又左衛門とも呼ばれた日根野村・湊村の「土民」で、古来からの感状・御教書が夥しく現存していた。日根郡近辺の土豪による一揆（三十六人党）の中では最も「分限者」であったとされ、3万7000石を領有していたものの、子孫は滅びたり他国に移住したりしていたという。また、 大井関明神（日根神社）の神職も務めていた。「泉邦四県石高寺社旧跡幷地侍伝」には「日根野若狭守、本地日根郡之内過半、神職武職兼帯、其子神職を捨、信長公に被召出」とあり、「日根法印」（日根野弘就）の父とされている。「日根法印」は尾張国丹羽郡時之島城や、織田平七郎（織田勝久の子）とともに尾張国丹羽郡小口村（小口城）に住んでいたという。